# Fianbäcken
Fianbäcken är ett vattendrag i södra Lappland, Vilhelmina och Storumans kommuner. Biflöde till Storbäcken. Längd totalt ca 18 km. Passerar byn Fianberg samt norra och södra Fiansjön.